# Scopula turbulentaria
Scopula turbulentaria là một loài bướm đêm trong họ Geometridae.